# Kieselsteinsuppe
Kieselsteinsuppe ist eine Fabel über einen schlauen Gast, der seinen geizigen Gastgeber überlistet, dessen Nahrungsmittel mit ihm zu teilen. Die Erzählung ist in verschiedenen Varianten vor allem in Europa und Nordamerika verbreitet. Unter Schwänke und andere humoristische Erzählungen, Untergliederung Schwänke über Männer, unter der Nummer 1548 im Aarne-Thompson-Uther-Index.

## Herkunft
Der Schwank taucht erstmals im 14. Jahrhundert in den Novellen des Giovanni Sercambi auf. Seine schriftliche Tradierung kann über spanische Varianten des späten 17. Jahrhunderts, das britische Chapbook The Sack-Full of News (1673) und Johann Peter Hebels Der schlaue Pilgrim (1808) bis zu William Butler Yeats Einakter The Pot of Broth (1904) weiterverfolgt werden. Im 19. und 20. Jahrhundert ist er in verschiedenartig akzentuierten Varianten in Europa und Nordamerika verbreitet, teilweise mit sozialkritischem Ansatz. Allen Varianten sind der Geiz und die Dummheit des Gastgebers sowie die Schlauheit des Gastes gemeinsam, und obwohl er ein Betrüger ist, erhält er die Sympathie der Leser.

## Inhalt
Ein Reisender (mal ist es ein Soldat, Mönch, Handwerker) auf Wanderschaft oder ein Hausierer bittet um Nachtquartier. Er wird darauf hingewiesen, dass es kaum Essen gibt. Nachdem er im Haus ist, bietet er an, zu zeigen, wie er aus einem mitgebrachten Kessel mit einem Stein (einem Nagel oder seiner Axt) eine Suppe kochen kann. Er kocht einen Stein in Wasser und bringt die Zuschauer dazu, nach und nach verschiedene Zutaten herauszugeben, die er zum Kochen braucht: Schmalz, Suppengrün, Speck, Mehl usw. Nach jeder Probe läuft ein Kind los und kommt mit der Zutat zurück. Als sie miteinander die Suppe aufgegessen haben, behauptet er, so satt zu sein, dass er den Stein nicht mehr essen könne, den er dem Hausherrn aber bereitwillig verkauft.

## Sopa de pedra
In Almeirim (Portugal) ist eine Gemüsesuppe mit Wurst unter dem Namen sopa de pedra (Steinsuppe) bekannt.

## Version für Gruppen mit tatsächlicher Zubereitung
Mit der „Tübinger Steinsuppe“ setzten Marktleute, Ehrenamtliche und die Kirche am Markt ein Zeichen für Gemeinschaft und das Teilen. Aus gespendetem Gemüse entstand eine bunte Suppenaktion, die auf dem Tübinger Marktplatz viele Besucher begeisterte.
Von Jugendgruppen wird oft eine Zeitreise in die schlechte Versorgung der Nachkriegszeit unternommen. In einem übergroßen, unbeheizten Topf wird unter Rühren symbolisch gekocht und um Spenden gebeten. Die vorab gekochte Suppe wird sofort als Vorspeise, beispielsweise zu selbst belegter Pizza serviert.